# NGC 3258C
NGC 3258C је спирална галаксија у сазвежђу Шмрк (Пумпа) која се налази на NGC листи објеката дубоког неба.
Деклинација објекта је - 35° 13' 12" а ректасцензија 10h 31m 24,1s. Привидна величина (магнитуда) објекта NGC 3258 износи 13,7 а фотографска магнитуда 14,6. NGC 3258C је још познат и под ознакама ESO 375-53, MCG -6-23-48, PGC 31053.